# Prosper Guéranger
Prosper-Louis-Pascal Guéranger (Sablé-sur-Sarthe, Loira, 4 d'abril de 1805 - Solesmes, Sarthe, 30 de gener de 1875) fou un monjo benedictí francès, abat de Solesmes i fundador de la Congregació Benedictina de Solesmes. Ha estat proclamat Servent de Déu per l'Església Catòlica.

## Biografia
Va néixer en 1805 prop de l'antiga abadia benedictina de Saint-Pierre de Solesmes, secularitzada i abandonada des del 1790. Influït per l'ultramuntanisme de Félicité Robert de Lamennais, va decidir d'entrar al seminari en 1822 i hi estudià, especialment patrística. Fou ordenat sacerdot el 7 d'octubre de 1827 a Tours, essent nomenat canonge en aquesta catedral.
Al contrari que els clergues gal·licans feia servir als oficis el Missal romà; a més fou promotor del moviment francès de restauració litúrgica, que va acabar amb el ritu gal·licà.

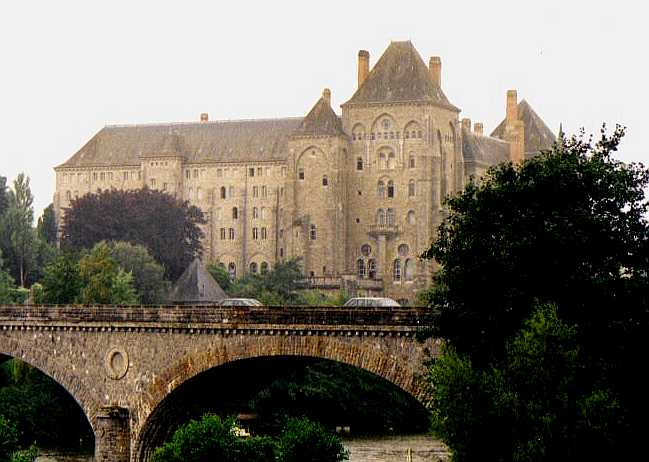
Abadia de Saint-Pierre de Solesmes.

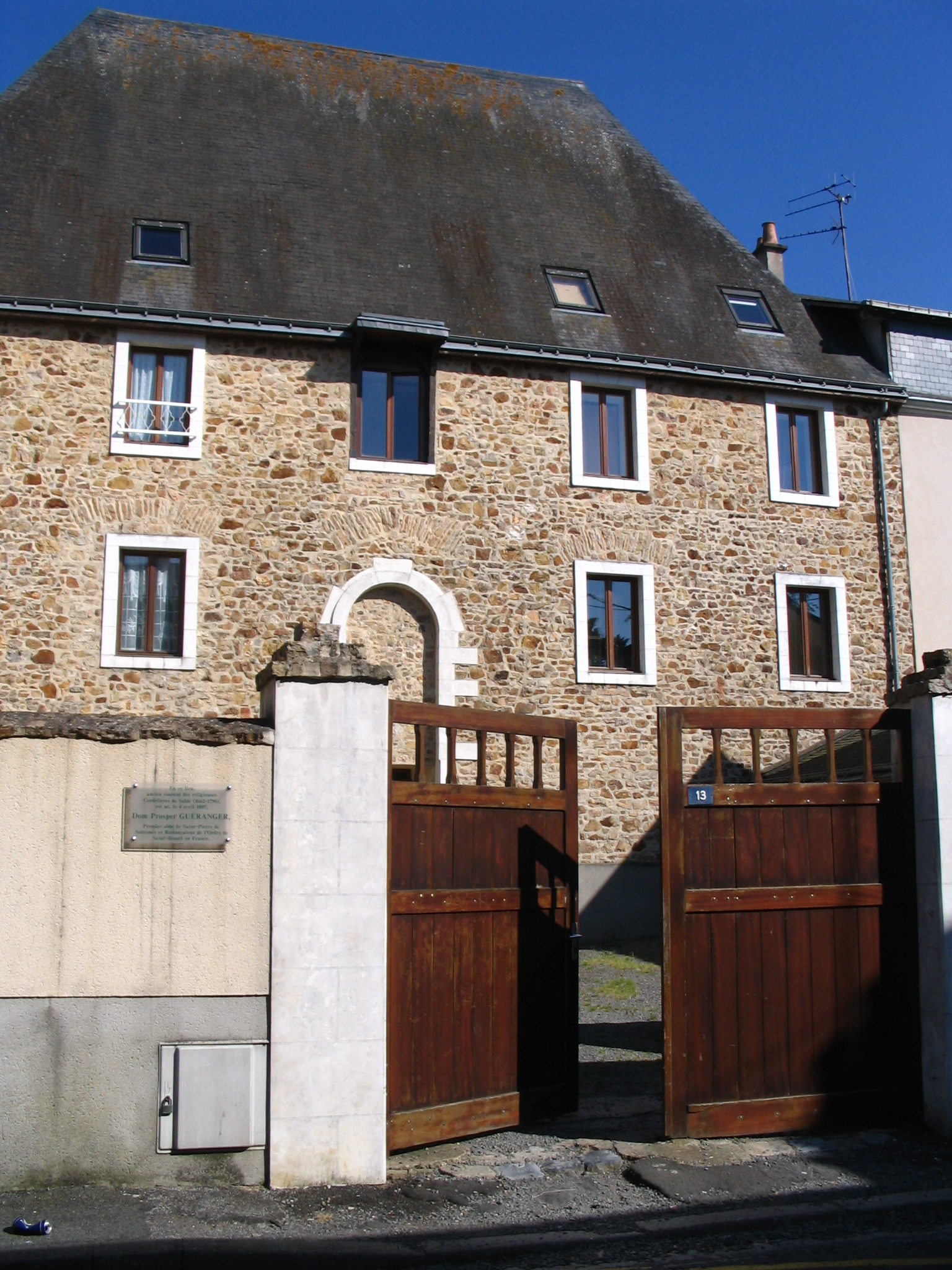
Casa natal de Guéranger, a Sablé.

L'11 de juliol de 1833, amb el permís del bisbe de Le Mans, va adquirir el priorat de l'Abadia de Solesmes i s'hi instal·là amb tres companys, esdevenint la primera comunitat benedictina francesa des de la supressió de 1790. En 1837 anà a Roma i el 26 de juliol emeté els vots solemnes com a benedictí, a l'abadia de Sant Pau Extramurs. L'1 de setembre el papa Gregori XVI li atorgà un breu apostòlic segons el qual es reconeixia fundada la Congregació de França de l'Orde de Sant Benet, hereva de l'antiga Congregació de Cluny, la Congregació de Sant Maur i la Congregació dels Sants Vitó i Idulf. La casa mare fou l'abadia de Solesmes i Dom Guéranger en fou nomenat primer superior general. Aviat s'uniren a la congregació les abadies i priorats de Saint-Martin de Ligugé (d'aquest priorat era el sacerdot barceloní Josep Rabory, el qual Dom Guéranger l'atorgà la cogulla), Ganagobie, Sainte-Cécile de Solesmes, Sainte-Anne de Kergonan, Notre-Dame de Fontgombault, i d'altres.
Dom Guéranger fou un dels inspiradors del moviment de renovació litúrgica, que culminà en el Concili Vaticà II, i que volia fer entendre i seguir millor la missa i els oficis als fidels.
Entre les seves obres destaquen Institutions liturgiques (1840-1851) i Année liturgique (1841-1866).

### La restauració del cant gregorià
Com a part de la reforma litúrgica i del retorn a l'antiguitat cristiana, Dom Guéranger va recuperar l'ús del cant gregorià. Amb l'ajut del canonge Gontier, va prendre en consideració l'execució i demanava als monjos que respectessin, com deia la tradició, la primacia del text sobre la música: la dicció, accentuació i fraseig havien de fer-se entenedors. En poc temps, l'estil d'interpretació de Solesmes millorà i començà a fer-se conegut, essent imitat per altres comunitats.
En 1860 confià al monjo Paul Jausions que restaurés les melodies autèntiques del cant. A partir de la còpia d'antics manuscrits, s'intentà la interpretació i desxiframent de la notació musical de neumes, fins al moment desconegudes. El resultat fou la publicació del primer llibre de cants litúrgics i la creació d'un laboratori de paleografia musical, que fou dirigit per Joseph Pothier i, després, per André Mocquereau.

## Veneració
El procés diocesà de beatificació fou obert el 21 de desembre de 2005 per Jacques Faivre, bisbe de Le Mans, que el proclamà Servent de Déu.